# حسابداری بازرگانی
حسابداری بازرگانی شاخه‌ای از حسابداری است که در سازمان‌هایی از قبیل بنگاه‌های بازرگانی (به صورت عمده یا خرده فروشی) مثل شرکت‌های تجاری و فروشگاه‌ها استفاده می‌شود. فرایندی که با تأمین کالا و فروش آن با ارائه خدمات به مشتریان سروکار دارد، بازرگانی نام دارد. حسابداری بازرگانی شامل پردازش و ثبت اسناد مالی بخش‌ها و واحدهای گوناگون یک سازمان بازرگانی است. حسابداری بازرگانی به ثبت، طبقه‌بندی و خلاصه کردن معاملات تجاری می‌پردازد. این معاملات می‌تواند شامل خرید و فروش کالا، خدمات یا هر دو باشد. به حسابداری «زبان تجارت» نیز گفته می‌شود. در واقع بدون حسابداری، نمی‌توان سود و زیان یک کسب‌وکار را مشخص نمود. حسابداری بازرگانی به بررسی سود و زیان وارد بر سازمان تجاری می‌پردازد که این مسئله نقش بسیار زیادی در موفقیت در تجارت دارد.
برای ثبت، بایگانی و نظارت بر سیستم حسابداری بازرگانی از دو سیستم ثبت دوره ای و دائمی استفاده می‌شود. در سامانه ادواری، موجودی‌ها و قیمتشان به صورت سالانه ثبت و بایگانی می‌شود؛ بنابراین در ابتدا و پایان هر سال اطلاعات دقیقی از میزان کالا و کل سرمایه به دست می‌آید. در این میان نیاز به سیستم دیگری برای تعیین سرمایه و موجودی کالا در هر لحظه است. سامانه ثبت دائمی که میزان کالا و قیمت آن و نیز حساب بدهکار و بستانکار را به صورت دقیق ثبت می‌کند برای این منظور به کار می‌رود. دارایی‌های جاری در حسابداری بازرگانی شامل میزان نقدینگی شرکت و همچنین مابقی دارایی شرکت هستند که به نظر می‌رسد تا پایان سال به فروش برسند. اغلب در ترازنامه دارایی‌های جاری را به ترتیب میزان نقدینگی طبقه‌بندی می‌کنند. برای مثال موجودی نقد شرکت، موجودی کالا و سرمایه‌گذاری کوتاه مدت شرکت نمونه‌هایی از ترازنامه دارایی‌های جاری است.

## رشته تحصیلی حسابداری بازرگانی
این رشته یکی از رشته های خدمات فنی و حرفه ای است که بر مبنای آموزش های علمی و کاربردی تدوین شده است و هدف از آموزش آن، تربیت حسابدارانی است که پس از فراگیری مباحث، توانایی لازم جهت تصدی شغل حسابدار در سازمان ها و بنگاه‌های تجاری را داشته باشند.